# COMPAS
替代性制裁犯罪矫正管理剖析软件（英語：Correctional Offender Management Profiling for Alternative Sanctions，简称COMPAS），是一款由Northpointe公司开发并所有的法律案例管理和决策支持系统，美国法院系统借助这一系统评估案件被告成为累犯的可能性。这一软件的评分后被曝光对非裔美国人存在偏见，引导法官给予更严厉的判罚，由此成为算法偏见的经典案例。
COMPAS系统曾为纽约州、加利福尼亚州、佛罗里达州布劳沃德县等地的司法机构所采用。

## 风险评估原理
COMPAS系统使用算法评估罪犯再犯的潜在可能性，这一算法考虑了再犯的总体与暴力情况以及审前不正当行为，其操作者指南声称系统将与再犯及犯罪存在高相关性关系的行为与心理作为衡量依据。
审前释放风险系数：该系数衡量被告在释放的情况下继续犯罪的可能性。根据指数所基于的研究，“现在的指控、后续的指控、逮捕前的个人经历、之前审前释放的失败、居住区域的稳定性、就业情况、社交关系、药物滥用情况”是这一系数最为重要的影响指标。
总体再犯系数：该系数用于预测被告释放前、COMPAS评估给出后被告再次犯罪的可能性，影响因素包括个人犯罪历史及其联系、药物使用情况、青少年犯罪记录。
暴力犯罪再犯系数：该系数用于预测被告释放后的暴力犯罪倾向，影响数据包括个人暴力犯罪、不服从、职业或教育问题、开始滥用药物的年龄、首次被捕时间。
暴力犯罪风险系数计算公式如下：
{\displaystyle s=a(-w)+a_{\text{first}}(-w)+h_{\text{violence}}w+v_{\text{edu}}w+h_{\text{nc}}w}
其中的s即暴力犯罪风险系数，本质上由几个带权因素相乘而得：a是被告现在的年龄，{\displaystyle a_{\text{first}}}则是被告第一次被捕的年龄，{\displaystyle h_{\text{violence}}}则是从事暴力犯罪的历史，{\displaystyle v_{\text{edu}}}则是职业/教育系数，{\displaystyle h_{\text{nc}}}则是违法历史；权重{\displaystyle w}则是“取决于我们在研究数据中观察到的乘项与再犯人员之间关系的强弱”。

## 批判与限制使用
尽管法院引进AI算法的初衷是为了遏制饿鬼判官效应等认知偏误
，但在2016年美国媒体ProPublica调查发现，同等条件下黑人比白人有多出一倍的概率被系统标记更高风险后实际并没有犯罪，同时系统对于白人再犯的概率也比实际低很多，预测有暴力犯罪倾向的人中仅仅有20%再犯，AI的偏见并不亚于人类。COMPAS的开发商Northpointe并不认可ProPublica的研究，并认为ProPublica的调查数据并未正确反映COMPAS系统的应用情况，另外一家智库发文反驳ProPublica。后续研究发现，COMPAS对于无犯罪记录或者犯罪情节较轻的个人预测比较准确，但不如针对这些人组成中的集体预测准确，或言之如果把这些人打包成组，按组计算准确比按个人计算的正确率更高。
2016年7月威斯康星州最高法院裁判，COMPAS的风险评分在法官裁判时仍可以使用，但必须加以警示以明确这一工具的“局限性与注意事项”由于COMPAS的算法本身属于商业机密，因此公众与当事方无从知晓，可能违反程序正义。除了COMPAS采用的算法外，诸如线性回归等简单、透明、解释性更强的算法也被证明可以实现近似功能。不管采用何种算法，算法模型还是要依赖于数据，如果数据具有偏见，得出的结果自然可能带有偏见。
就COMPAS这个例子而言，COMPAS的算法偏见涉嫌违反美国宪法的平等保護條款。

## 延伸阅读
- Northpointe.  (PDF). 15 March 2015  [2023-05-12]. （原始内容存档 (PDF)于2019-10-07）.
- Angwin, Julia; Larson, Jeff. . ProPublica. 2016-05-23  [2019-11-21]. （原始内容存档于2017-11-17）.
- Flores, Anthony; Lowenkamp, Christopher; Bechtel, Kristin.  (PDF). Community Resources for Justice.   [2019-11-21]. （原始内容存档 (PDF)于2023-02-25）.
- Sample COMPAS Risk Assessment （页面存档备份，存于）